# Xã Herrick, Quận Deuel, South Dakota
Xã Herrick (tiếng Anh: Herrick Township) là một xã thuộc quận Deuel, tiểu bang Nam Dakota, Hoa Kỳ. Năm 2010, dân số của xã này là 147 người.